# Wettererkundungsstaffel
Wettererkundungsstaffeln (також відомі як Wekusta або Westa) були авіаційними підрозділами, які були рівними по силі до ескадрильї Люфтваффе, що використовувалися для розвідки погоди . Їх основним завданням було збирати дані про погоду в районах, куди могли проникнути лише літаки.
Для планування та ведення військових операцій здатність складати точні прогнози погоди може бути вирішальним фактором. Однак необхідні для цього міжнародні дані про погоду були недоступними для німецьких військових під час Другої світової війни . Тому Вермахт створив глобальну мережу метеостанцій, метеорологічних кораблів і метеорологічних літаків. Метеорологічні літаки були організовані в спеціальні ескадрильї і, як правило, безпосередньо підпорядковувалися Люфтваффе або Люфтваффенфюрунгскомандо. Загалом було одинадцять «Векуст», кожна з яких мала від трьох до дванадцяти двомоторних літаків. Багато метеорологів були призвані в ескадрильї для збору даних про погоду, і більше 200 з них загинули.
| Назва ескадрильї                | Ідентифікаційний код ескадрильї (Формат Geschwaderkennung) | Формування                                                                   | Підпорядкування               |
| ------------------------------- | ---------------------------------------------------------- | ---------------------------------------------------------------------------- | ----------------------------- |
| Wekusta 1 (також Wekusta/Lfl.1) | B7+_A, (T5)                                                | Липень 1939 р                                                                | 1-й повітряний флот           |
| Векуста 1/Ob.d.L                | T5+_U з липня 1942 року: D7+_H                             | Липень 1940 р. З Векусти/Ob.d.L                                              |                               |
| Векуста 2/Ob.d.L.               | T5+_V, з липня 1942 р .: D7+_K)                            | Липень 1940 року з Векусти 2                                                 |                               |
| Wekusta Ob.d. L                 | T5+_U                                                      | Червень 1939 року з Гросраум-Векусти, з липня 1940 року Векуста 1/Ob.d.L.    |                               |
| Векуста 3                       | 4В                                                         | 1939 заплановано, але не завершено. Січень 1944 року з Веттеркетта Ставангер |                               |
| Wekusta 5 (також Wekusta/Lfl.5) | 1B+_H, з травня 1942 року: D7+_N                           | Травень 1940 року з Wetterkette Nord                                         | 5-й повітряний флот люфтваффе |
| Векуста 6                       | D7+_P                                                      | Липень 1943 р. Від Векусти Банак                                             |                               |
| Векуста 7                       | K4+_A                                                      | Листопад 1944 року                                                           |                               |
| Векуста 26                      | 5M, з червня 1944 C5+_H                                    | Червня 1939 р., Пізніше 6. /Aufkl Gr. 122, червень 1944 р. реорганізована    | 2-й повітряний флот           |
| Векуста 27                      | Q5                                                         | Червень 1943 р. З частин Векусти 26                                          |                               |
| Векуста 51                      | 4T+_H                                                      | Червень 1939 року                                                            | 3-й повітряний флот           |
| Векуста 76                      | 5Z+_A                                                      | Грудень 1940 року                                                            | 4-й повітряний флот           |

Примітки:
Ідентифікаційний код ескадрильї, нанесений на борт літака, базувався на стандартних чотиризначних буквено-цифрових символах Geschwaderkennung, використовуваних бойовим крилом люфтваффе і підрозділами групового розміру, по два символи з кожного боку від національної емблеми Балкенкройца. Наприклад, з наведеної вище таблиці, B7 + _A = B7  _A, де _ замінюється ідентифікаційною літерою окремого повітряного судна
Ob.d.L. = Обербефельсхабер Люфтваффе (головнокомандувач люфтваффе)
Lfl.= Люфтфлотт

## Відомі персоналії
- Ганс Бонат (1919—2004, одержувач лицарського хреста)
- Еріх Етьєн (1915—1942, геофізик)
- Ганс Генріх Ейлер (1909—1941, фізик)
- Лев Гбурек (1910—1941, геофізик)
- Мартін Тейх (1911—2004, метеоролог німецької метеорологічної служби та синоптик німецького суспільного телебачення ZDF)